# John de Bonvillars
John de Bonvillars (auch Bevillard)  († August 1287 bei Dryslwyn Castle) war ein aus Savoyen stammender Ritter und Beamter im Dienst des englischen Königs Eduard I.
John de Bonvillars stammte aus Bonvillars, einem Dorf im damals zur Grafschaft Savoyen gehörenden Waadt. Er heiratete Agnes, eine Tochter des benachbarten Adligen Pierre de Grandson. Bonvillars gehörte zu den Rittern, die im Gefolge von Graf Peter II. von Savoyen, einem Onkel der englischen Königin Eleonore um die Mitte des 13. Jahrhunderts nach England kamen und dort als Haushaltsritter in den Dienst der englischen Könige traten. Sein Bruder Henry de Bonvillars († 1320) kam ebenfalls nach England und wurde 1285 Prior von Bermondsey Abbey.
Nach der Eroberung von Wales durch Eduard I. wurde Bonvillars 1283 nach Wales befohlen, um den Bau der neuen Burgen des Königs zu überwachen. 1284 wurde Bonvillars Schwager Otton de Grandson, ein enger Vertrauter des Königs, zum Justiciar von Nordwales ernannt. Da Grandson jedoch im Auftrag des Königs häufig im Ausland unterwegs war, ernannte er Bonvillars zu seinem persönlichen Vertreter. Bonvillars wurde dazu am 3. Oktober 1285 Kommandant von Harlech Castle. 1286 überwachte er mit dem Baumeister James of St. George den Bau von Conwy Castle. Als der walisische Adlige Rhys ap Maredudd 1287 gegen die englische Herrschaft rebellierte, gehörte Bonvillars dem Heer an, das ab dem 15. August Dryslwyn Castle, den Hauptsitz von Rhys belagerte. Als er zusammen mit William de Munchensi und anderen Rittern einen Minenstollen inspizierte, stürzte dieser vorzeitig ein, wobei unter anderem beide Ritter getötet wurden. Bonvillars Witwe Agnes blieb bis 1290 Verwalterin von Harlech Castle.